# 反射高速電子線回折
反射高速電子回折（はんしゃこうそくでんしかいせつ）（Reflection High Energy Electron Diffraction、RHEED（あーるひーど））とは電子回折法の一種であり、物質の表面状態を調べる技術の一つである。

## 原理
真空中で電子銃により電子を加速し、加速した電子を試料表面にごく薄い角度で入射させる。電子線は試料表面で反射して、蛍光スクリーンに達し、回折図形として現れる。

## 特徴
電子線の波長は加速電圧E=25kVのとき、λ=0.0077nmと非常に短いため、原子単位での表面状態が図形に影響する。電子線は蒸着の過程に影響しないため、分子線エピタキシー法などにおける成長中の表面構造のその場(in-situ)観察にも用いられる。
試料表面がアモルファス状になり、原子配列が揃っていないときはRHEED図形はハロー状(ぼやけたリング状)のパターンになる。
また、表面が多結晶状態の場合は、非常に暗いリング状の図形となる。
エピタキシャル成長により試料表面の格子面方位が揃っているときは、回折によりパターンが変わる。
表面が平坦であれば、回折は面内方向にしか発生しないため、スポットが半円状に並んだパターンが現れる。また、表面が平坦で、反位相境界を含む小さな分域から出来ている場合にはストリークパターンが得られる。このストリーク状パターンの長さを測定することにより、分域の大きさを決定することが出来る。表面に原子層単位でも凹凸があれば、面直方向にも回折が発生するためドット状のパターンが現れる。
RHEEDパターン上の各スポットの強度が、成長している薄膜の相対的な表面被覆の状態によって周期的に振動するので、RHEEDは薄膜の成長をモニターするのに非常になじみの深い技術である。
ストリークやドットパターンの間隔は格子定数に影響されるので、RHEEDのパターンから表面の格子の状態を推定することもできる。

## RHEEDシステムの概要
RHEEDシステムには、電子源（電子銃）、フォトルミネッセンス検出器スクリーン、清浄な表面を持つ試料が必要であるが、最近のRHEEDシステムには、この技術を最適化するための部品が追加されている。電子銃は電子ビームを発生させ、この電子ビームは試料表面に対して非常に小さな角度で試料に入射する。入射電子は試料表面の原子から回折し、回折電子のごく一部が特定の角度で建設的に干渉し、検出器上に規則的なパターンを形成する。電子は試料表面の原子の位置に応じて干渉するため、検出器での回折パターンは試料表面の関数となる。図1は、RHEEDシステムの最も基本的なセットアップを示している。

図1. RHEEDシステムの電子銃、試料、検出器/CCDコンポーネントのシステムセットアップ。試料表面は電子を回折し、回折電子の一部は検出器に到達してRHEEDパターンを形成する。反射（鏡面）ビームは試料から検出器までの経路をたどる。

## 表面回折
RHEEDセットアップでは、試料表面の原子のみがRHEEDパターンに寄与する。入射電子のちらつき角によって、電子は試料の大部分を抜けて検出器に到達する。試料表面の原子は、電子の波動性により入射電子を回折（散乱）させる。
回折電子は、試料表面の結晶構造や原子の間隔、入射電子の波長に応じて、特定の角度で構成的に干渉する。構成的干渉によって生じた電子波の一部は検出器に衝突し、試料表面の特徴に応じた特定の回折パターンを形成する。ユーザーは、回折パターンの解析を通じて、試料表面の結晶学的特性を評価する。図2にRHEEDパターンを示す。ビデオ1は、プロセス制御と分析のためにRHEED強度の振動と蒸着速度を記録している計測器を示している。

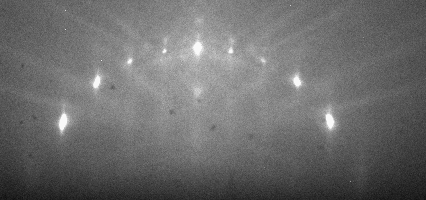
図2. 清浄なTiO2（110）表面の電子線回折から得られたRHEEDパターン。明るいスポットは、多くの電子が検出器に到達した場所を示している。観察できる線は菊池像である。

RHEEDパターンには2種類の回折がある。入射電子の中には、結晶表面で1回の弾性散乱を受けるものもあり、これは動散乱と呼ばれるプロセスである。動散乱は、電子が結晶内で複数の回折イベントを受け、試料との相互作用によってエネルギーの一部を失うときに発生する。これらの電子は、RHEEDパターンによく見られる高輝度のスポットやリングの原因となる。RHEEDユーザーはまた、RHEEDパターンから定量的な情報を収集するために、複雑な技術やモデルを用いて動的に散乱された電子を解析する。

### 運動学的散乱解析
RHEEDユーザーは、試料表面の結晶学的特性を調べるためにエワルド球を構築する。エワルド球は、与えられたRHEEDセットアップにおいて、運動学的に散乱された電子に対して許容される回折条件を示している。画面上の回折パターンはエワルド球の形状に関連しているため、RHEEDユーザーはRHEEDパターンを持つ試料の逆格子、入射電子のエネルギー、検出器から試料までの距離を直接計算することができる。ユーザーは、試料表面の逆格子を決定するために、完全なパターンのスポットの形状と間隔をエワルド球に関連付ける必要がある。
エワルド球の解析はバルク結晶の解析と似ているが、RHEEDプロセスの表面感度のため、試料の逆格子は3D材料のそれとは異なる。バルク結晶の逆格子は、3次元空間の点の集合で構成される。しかし、RHEEDでは材料の最初の数層のみが回折に寄与するため、試料表面に垂直な次元には回折条件が存在しない。第3の回折条件がないため、結晶表面の逆格子は、試料表面に垂直に延びる一連の無限の棒となる。これらの棒は、試料表面の従来の2次元逆格子点に由来する。

エワルド球は試料表面を中心とし、半径は入射電子の波動ベクトルの大きさに等しい、
この時 λ は 電子ド・ブロイ波である。

図3. RHEEDにおける弾性回折のためのエワルド球の構造。エワルド球の半径は、入射電子の波動ベクトル k_{i} の大きさに等しく、2次元逆格子の原点で終わる。出射電子の波動ベクトル k_{hl} は許容回折条件に対応し、2つの波動ベクトルの表面に平行な成分の差が逆格子ベクトルG_{hl となる。}

回折条件は、相互格子の棒がエワルド球と交差するところで満たされる。したがって、エワルド球の原点から任意の逆格子の棒の交点までのベクトルの大きさは、入射ビームの大きさと等しくなる。これは次のように表される。
{\displaystyle |k_{hl}|=|k_{i}|} (2)
ここで、 khl は、逆格子棒とエワルド球の任意の交点における次数(hl)の弾性的に回折した電子の波動ベクトルであり、2つのベクトルの試料表面の平面への投影は、逆格子ベクトル Ghl だけ異なる、
{\displaystyle G_{hl}=k_{hl}^{||}-k_{i}^{||}} (3)
図3は、エワルド球の構造を示し、 G、khl と ki ベクトルの例を示している。
多くの逆格子棒は回折条件を満たすが、RHEEDシステムは低次の回折のみが検出器に入射するように設計されている。検出器でのRHEEDパターンは、検出器を含む角度範囲内にあるkベクトルのみを投影したものである。検出器のサイズと位置によって、どの回折電子が検出器に到達する角度範囲内にあるかが決まるため、RHEEDパターンの形状は、三角関数の関係と試料から検出器までの距離を使って、試料表面の逆格子の形状に関連付けることができる。
k個のベクトルは、試料表面と最小の角度をなすベクトルk00が0次ビームと呼ばれるようにラベル付けされる。0次ビームは鏡面ビームとも呼ばれる。ロッドと球面との交差が試料表面から離れるごとに、高次反射としてラベル付けされる。エワルド球の中心の位置関係から、鏡面ビームは入射電子ビームと同じ角度を基板となす。鏡面反射点はRHEEDパターン上で最大の強度を持ち、慣例的に(00)点と表示される。RHEEDパターン上の他の点は、それらが投影する反射次数に従ってインデックスが付けられる。
エワルド球の半径は、入射ビームの高速電子のために波長が非常に短いため、相互格子棒の間隔よりもはるかに大きい。相互格子棒の列は、平行な相互格子棒の同一列が、図示した一列の前後に直接配置されているため、実際には近似平面としてエワルド球と交差している。図3は、回折条件を満たす1列の逆格子棒の断面図である。図3の逆格子棒は、これらの平面の端面を示しており、図のコンピュータ画面に対して垂直である。
これらの有効平面とエワルド球との交点は、ラウエ円と呼ばれる円を形成する。RHEEDパターンは、中心点を中心とする同心円状のラウエ円の外周上の点の集まりである。しかし、回折電子間の干渉効果により、各ラウエ円上の単一点では依然として強い強度が得られる。図4は、これらの平面の1つとエバルト球との交点を示している。
方位角はRHEEDパターンの形状と強度に影響を与える。方位角とは、入射電子が試料表面の秩序結晶格子と交差する角度のことである。ほとんどのRHEEDシステムは、試料表面に垂直な軸を中心に結晶を回転させることができる試料ホルダーを備えている。RHEEDユーザーは、パターンの強度プロファイルを最適化するために試料を回転させる。結晶表面構造の信頼性の高い特性評価を行うために、ユーザーは通常、異なる方位角で少なくとも2回のRHEEDスキャンを行う。図5は、異なる方位角で試料に入射する電子ビームの模式図である。

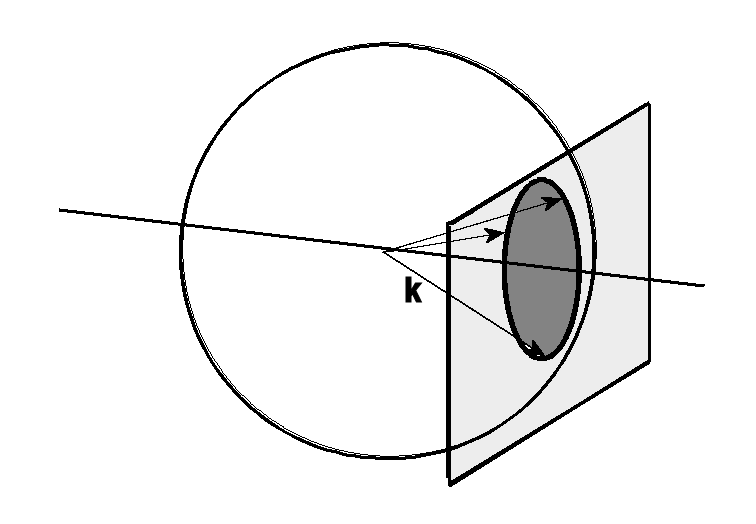
図4. 原子の列からの回折は、エワルド球の表面上のラウエ円である。互い違いの格子棒は、球を切断する平面を構成するほど密接な空間がある。回折条件はラウエ円の外周で満たされる。ベクトルはすべて入射ベクトルの逆数 k に等しい。

ユーザーは、RHEED実験中にサンプリング面に垂直な軸を中心にサンプルを回転させ、方位プロットと呼ばれるRHEEDパターンを作成することがある。試料を回転させると、方位角依存性によって回折ビームの強度が変化する。
RHEEDの専門家は、ビーム強度の変化を測定し、回折ビームの強度の方位角依存性を効果的にモデル化できる理論計算と比較することによって、膜の形態を特徴付ける。

図5. 入射電子ビームは、a)とb)で異なる方位角で同一の表面構造に入射している。試料は図の上から見ており、点はスクリーンからはみ出した逆格子棒に対応している。RHEEDパターンは方位角ごとに異なる。

### 動的散乱解析
動的、つまり非弾性的に散乱された電子は、試料に関す るいくつかの種類の情報も提供する。検出器上のある点の輝度や強度は動的散乱に依存するため、強度を含むすべての分析は動的散乱を考慮しなければならない。非弾性散乱電子の一部はバルク結晶を透過し、ブラッグ回折条件を満たす。これらの非弾性散乱電子は検出器に到達し、回折条件の計算に有用な菊池回折パターンを得ることができる。菊池パターンは、RHEEDパターン上の強い回折点を結ぶ線によって特徴づけられる。図6に、菊池像が見えるRHEEDパターンを示す。

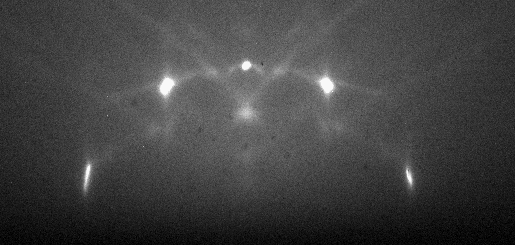
図6. 菊池像が見えるTiO2（110）表面のRHEEDパターン。菊池像はラウエサークルを通り、パターンの中心から放射状に伸びているように見える。

## RHEEDシステムの構造

### 電子銃
電子銃は、RHEED システムで最も重要な装置の一つである。電子銃は、システムの分解能と試験限界を制限する。タングステンの仕事関数は低いため、ほとんどの RHEED システムの電子銃の主要な電子源はタングステンフィラメントである。典型的なセットアップでは、タングステンフィラメントが陰極となり、正にバイアスされた陽極がタングステンフィラメントの先端から電子を引き出す。
アノードバイアスの大きさは、入射電子のエネルギーを決定する。最適なアノードバイアスは、求める情報の種類によって決まる。入射角度が大きいと、高速の電子が試料表面を透過し、装置の表面感度を低下させる可能性がある。しかし、ラウエゾーンの寸法は電子エネルギーの逆二乗に比例するため、入射電子エネルギーが高いほど、より多くの情報が検出器に記録されることになる。一般的な表面特性評価では、電子銃は10～30keVの範囲で作動する。
典型的なRHEEDセットアップでは、1つの磁場と1つの電場が入射電子ビームを集束させる。カソードフィラメントとアノードの間に配置された負バイアスのウェーネルト電極が小さな電場を印加し、アノードを通過する電子を集束させる。調整可能な磁気レンズは、電子が陽極を通過した後に試料表面に集束させる。典型的なRHEED光源の焦点距離は約50cmである。ビームは、回折パターンが最高の解像度を持つように、試料表面ではなく検出器の可能な限り小さな点に集束される。
フォトルミネッセンスを示す蛍光体スクリーンは検出器として広く使われている。この検出器は、電子が表面に当たった部分から緑色の光を発するもので、TEMでも一般的である。検出器スクリーンは、パターンを最適な位置と強度に揃えるのに役立つ。CCDカメラは、デジタル分析を可能にするためにパターンをキャプチャする。

### 試料表面の清浄
効果的なRHEED実験を行うためには、試料表面が極めて清浄でなければならない。試料表面の汚染物質は電子ビームを妨害し、RHEEDパターンの品質を低下させる。RHEEDユーザーは、試料表面を清浄にするために主に2つの技術を採用している。小さな試料は、RHEED分析の前に真空チャンバー内で劈開することができる。新たに露出した劈開面が分析される。大きな試料やRHEED分析前に劈開できない試料は、分析前に不動態酸化膜でコーティングすることができる。その後、RHEEDチャンバーの真空下で熱処理を行うと、酸化膜が除去され、清浄な試料表面が露出する。

### 高真空が必要
ガス分子は電子を回折し、電子銃の品質に影響を与えるため、RHEED実験は真空下で行われる。RHEEDシステムは、チャンバー内のガス分子による電子ビームの著しい散乱を防ぐのに十分な低圧で作動しなければならない。電子エネルギーが 10keV の場合、背景ガスによる電子ビームの顕著な散乱を防ぐには、10−5 mbar以下のチャンバー圧力が必要である。実際には、RHEEDシステムは超高真空下で運転される。プロセスを最適化するため、チャンバー圧力は可能な限り低く抑えられる。真空条件は、RHEEDによってその場観察できる材料やプロセスの種類を制限する。

## 実際の表面のRHEEDパターン
これまでの解析では、結晶表面の完全に平らな面からの回折のみに焦点が当てられていた。しかし、平坦でない表面は、RHEED解析に新たな回折条件を追加する。
縞模様や細長い斑点はRHEEDパターンによく見られる。図3が示すように、最も次数の低い逆格子棒は非常に小さな角度でエワルド球と交差するため、球と棒に厚みがあれば、棒と球の交点は特異点ではない。入射電子ビームは発散し、ビーム中の電子は様々なエネルギーを持つので、実際には、エワルド球は理論的にモデル化されたように無限に薄いわけではない。逆格子棒も同様に有限の厚さを持ち、その直径は試料表面の質に依存する。幅の広がった棒がエワルド球と交差すると、完全な点の代わりに縞が現れる。RHEEDパターンの縦軸に沿った細長い点または「筋」が得られる。実際のケースでは、筋状のRHEEDパターンは平坦な試料表面を示し、筋の広がりは表面上の小さなコヒーレンス領域を示す。

表面の特徴や多結晶表面は複雑さを増し、RHEEDパターンを完全に平坦な表面からのものから変化させる。成長膜、核生成粒子、結晶双晶、様々な大きさの結晶粒、吸着種は、完全な表面の回折条件に複雑な回折条件を追加する。基板と異種材料の重ね合わせパターン、複雑な干渉パターン、解像度の低下は、複雑な表面や部分的に異種材料で覆われた表面の特徴である。

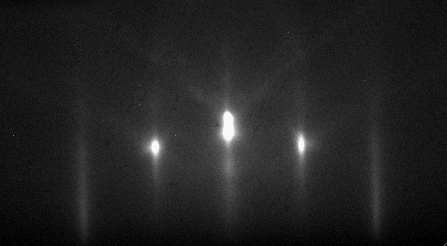
図7. TiO2 (110)表面のRHEEDパターン。この試料は表面に段差があり、上に示した平坦なTiO2（110）表面からのRHEEDパターンと比べて、顕著なストリーキングが生じた。

## 特殊なRHEED技術

### 薄膜成長のモニター
RHEEDは、薄膜の成長をモニターする技術として非常によく使われている。特にRHEEDは、超高真空成長条件下で高品質な超高純度薄膜を形成するプロセスである分子線エピタキシー（MBE）での使用に適している。RHEEDパターン上の個々のスポットの強度は、成長する薄膜の相対的な表面被覆率の結果として周期的に変動する。図8は、MBE成長中に1つのRHEED点で変動する強度の例を示している。
各周期は1原子層薄膜の形成に相当する。発振周期は、材料系、電子エネルギー、入射角度に大きく依存するため、研究者は、RHEEDを膜成長のモニタリングに使用する前に、強度振動と膜の被覆率を相関させる経験的データを取得している。

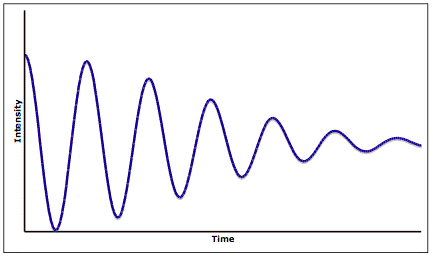
図8. この曲線は、MBE蒸着中の単一RHEED点の強度の変動を大まかにモデル化したものである。各ピークは新しい単分子層の形成を表している。新しい単原子層が形成されると秩序度が最大になるため、新しい層の最大数の回折中心が回折ビームに寄与するため、回折パターンのスポットは最大強度を持つ。振動の全体的な強度は、層が成長するにつれて低下している。これは、電子ビームが元の表面に集束していたためであり、層が成長するにつれて焦点から外れていく。この図は、膜成長の専門家が使用するものと同様の形状のモデルに過ぎないことに注意されたい。

ビデオ1は、プロセス制御と分析のために、RHEEDの強度振動と蒸着速度を記録する計測装置を示している。

### RHEED-TRAXS
反射高速電子回折-全反射角X線分光法（Reflection high energy electron diffraction - total reflection angle X-ray spectroscopy、RHEED-TRAXS）は、結晶の化学組成をモニターする技術である。RHEED-TRAXSは、RHEED銃からの電子が結晶表面に衝突した結果、結晶から放出されるX線スペクトル線を分析する。
RHEED-TRAXSは、X線マイクロアナリシス（XMA）（EDSやWDSなど）よりも優れている。表面への電子の入射角が非常に小さく、通常は5°未満だからである。その結果、電子は結晶の奥深くまで入射しないため、X線の放射は結晶の上部に限られ、表面の化学量論的性質をリアルタイムでその場観察することができる。
実験のセットアップはいたってシンプルである。電子が試料に照射され、X線が放出される。これらのX線は、真空を維持するために使用されるベリリウム窓の後ろに置かれたシリコン・リチウムSi-Li結晶を使って検出される。

### MCP-RHEED
MCP-RHEEDは、電子ビームをマイクロチャンネルプレート（MCP）で増幅するシステムである。このシステムは、電子銃と、電子銃に対向する蛍光スクリーンを備えたMCPから構成される。増幅のため、電子ビームの強度を数桁下げることができ、試料へのダメージが軽減される。この方法は、有機化合物膜やハロゲン化アルカリ膜など、電子線でダメージを受けやすい絶縁体結晶の成長観察に用いられている。

## 関連記事
- 物性物理学
- 表面物理学
- 電子線
- 低速電子線回折(LEED)
- 電子顕微鏡